# 清水平原

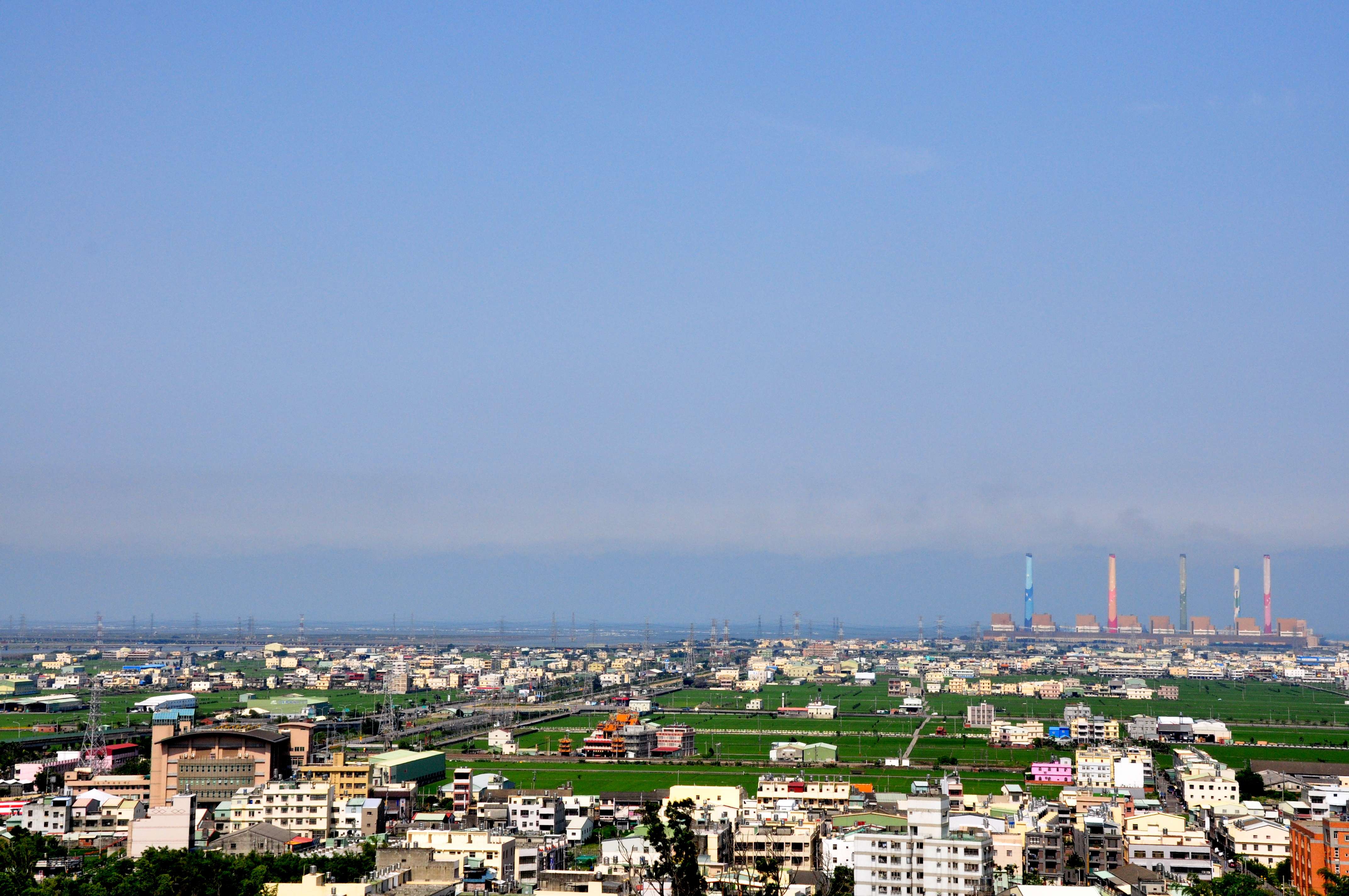
清水平原在龍井區一景，圖右有煙囪的建築物是臺中發電廠。

清水平原，是臺灣西部海岸平原，位於臺中市海線地區內，隔大肚臺地與臺中市區相鄰，是夾於大甲溪與大肚溪之間的隆起海岸平原。現今清水平原的多數聚落緊鄰在大肚臺地坡腳，呈線狀人口稠密區，而在西邊則屬於工業區與臺中港，有鐵公路行經於港區，港區北邊有高美濕地，其南邊有臺中發電廠，因地形之故，大肚臺地成為欣賞清水平原夜景所在。

## 歷史
清水平原昔日是拍瀑拉族活動範圍，牛罵頭社、沙轆社、水裡社、大肚社為拍瀑拉族四社。明鄭時期，為拓墾發展，劉國軒率軍前來撫番，因此爆發衝突，其中以沙轆社的死傷最重。清領時期，由於渡臺禁令時緊時鬆，康熙年間湧現大量移民潮，從彰化設縣後，大量漢人入墾，牛罵頭、沙轆、大肚等地街市逐漸成形，因此產生拍瀑拉族與漢人混居的情況。清廷為利於治理平埔族人，17世紀便已有縱貫道雛型，行經於平埔族各社，牛罵頭社、沙轆社、大肚社皆有行經。後來大甲西社事件的發生，加上漢人的移墾勢力擴增，致使生活空間受限下，大多數拍瀑拉族人隨著道光三年這次移民潮遷往埔。
日治時期，由於滯貨事件發生，因此另闢路線來解決滯貨，1920年海岸線王田－清水路段先行營運，1922年全線通車，清水平原各鄉鎮受惠於海岸線帶來的便利，貨物運輸仰賴海岸線可在一日內完成。1935年4月21日發生關刀山大地震，清水街、沙鹿街、梧棲街、龍井、大肚皆遭受其害，由以清水為受災最嚴重，326人死亡、340人受傷、2793戶倒塌，這些倒塌的房舍全是透天厝或合院，海岸線路基下沉及龜裂。1939年為配合南進政策，日人在梧棲外海建造新高港，為加速完工，每日約3500人左右參與此工程，不僅帶動清水平原各鄉鎮的繁榮，人力的不足，遠調大甲、南投、鹿港及二林等地前來，整個新高港日夜不停趕工，同時將大甲、清水、沙鹿、梧棲及龍井等地併為新高市，成立新高市開發株式會社來專門負責，受戰事影響，物力與財力的不足，1944年被迫停工。
1970年3月，當時臺灣經濟發展興盛，產生區域發展不均、人口過剩等問題，為此中華民國政府擬定十大建設，配合臺中港建設，規劃出《臺中港特定區計劃》，將當時的梧棲、清水、沙鹿、龍井及大肚一小部分納入，總面積17674.37公頃。

## 地理
梧棲氣象站位置緊臨臺中港，是提供臺中港的氣象資料，因為是海線地區唯一的氣象站，因此成為清水平原各區參考氣象的指標。清水平原面臨臺灣海峽，常年風襲，以東北季風最甚，擷取1977年～2000年統計來看，從10月至翌年3月的月平均風速在每秒5.7～7.1公尺，相當於蒲福風級定義風力4級，年降雨量1284.4釐米，降雨集中在5月～8月，年平均氣溫22.8℃，在柯本氣候分類法，是屬於西部溫暖冬季寡雨氣候。

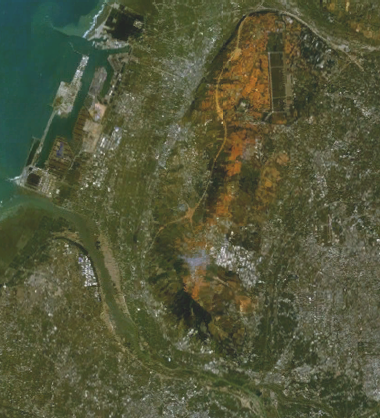
清水平原衛星空照。大肚臺地（圖中），臺中盆地（圖右）。

清水平原夾於大甲溪與大肚溪之間，地表隆起最高10公尺，坡度甚緩，僅450分之一，呈現一處濱臨海岸的平原，因此地理學界稱作「清水隆起海岸平原」。範圍北起大甲溪與大安區、大甲區對望；南至大肚溪劃界，與彰化縣伸港鄉遙望，南北長約11～16公里；東側是大肚臺地；西臨臺灣海峽，東西寬度平均約4.5公里，呈現近似長方形的平原區。主要位於臺中市清水區、臺中市沙鹿區、臺中市梧棲區、臺中市龍井區、及臺中市大肚區境內。
這處平原的生成年代是全新世，為現代沖積層地質，內富砂、粉砂、礫石及黏土，地理學家林朝棨在《臺灣地形》記載，認為這處平原十分年輕，是幼年階段。清水平原向西雖然是面臨臺灣海峽，因臺中港的擴建與濬深，改變原有地貌，除了大甲溪口有高美濕地為自然景觀，其餘海岸線已被開發成臺中港與臺中發電廠而消失。
清水平原境內並無任何斷層通過，在東緣的大肚臺地上，是以清水斷層最接近清水平原，從甲南經清水到沙鹿這段斷層是呈東北走向，故於下湳、鷺山一帶可見陡崖，鹿峰國小附近則是出現拖曳構造，沙鹿以南為北北東走向，至龍井之後改走北北西方向，斷層跡略呈弧形。

## 現況
現今清水平原大多受臺中港的開發及工業區的建設，很多交通是負起貨物集散功能，因此臺10線、臺12線與特三號道路皆從臺中港向臺中市區延伸，並橫亙於清水平原各區的重要市區，其間與臺17線、臺61線與國道三號聯絡，呈現沿著重要交通發展的線狀人口聚集地帶。另外，臺中港也利用海岸線自甲南分歧的支線鐵道進行運輸貨物。工業方面，除了沙鹿是利用原有工業區改造成輕工業發展，在關連與臨港兩工業區是臺中港特定區計劃內，為發展工業都市而產生。
在清水平原西南端是大肚溪口，這有麗水漁港與臺中發電廠。麗水漁港在臺中發電廠南面，清領時期稱作水裡港，後因港道淤塞而被梧棲港取代，如今梧棲港經歷多年來擴建，已是成為現今臺灣中部的國際商港與工業用港。麗水漁港旁是臺中發電廠，位在臺中港南端，屬於燃煤火力發電廠，廠址為填海造地生成，2004年為發電廠四根煙囪進行彩繪，每根皆250公尺高，在清水平原與大肚臺地可見得。另在一邊的是高美濕地，位於臺中港之北，緊臨大甲溪口、臺灣海峽，日治時期就已是海水浴場，直到國民政府遷臺後，海水浴場仍在營運，後因泥沙淤積，致使遊客稀少而關閉，現今高美是處沿海濕地，提供水鳥棲息，也是雲林莞草、大安水蓑衣的棲息地。